# Ефорије Суд
Ефорије Суд (рум. Eforie Sud) је насеље у Румунији у округу Констанца и седиште је вароши Ефорије коју чини заједно са Ефорије Нордом.
Насеље се налази на надморској висини од 23 m.

## Становништво
Према подацима из 2002. године у насељу је живело 4717 становника.

### Попис2002.
| Расподела становништва по националности 2002.‍ | Расподела становништва по националности 2002.‍ | Расподела становништва по националности 2002.‍ | Расподела становништва по националности 2002.‍ | Расподела становништва по националности 2002.‍ |
| --------------------------------------------- | --------------------------------------------- | --------------------------------------------- | --------------------------------------------- | --------------------------------------------- |
|                                               |                                               |                                               |                                               |                                               |
| Румуни                                        | Румуни                                        |                                               | 4.173                                         | 88,5%                                         |
| Мађари                                        | Мађари                                        |                                               | 13                                            | 0,3%                                          |
| Роми                                          | Роми                                          |                                               | 63                                            | 1,3%                                          |
| Немци                                         | Немци                                         |                                               | 6                                             | 0,1%                                          |
| Руси                                          | Руси                                          |                                               | 11                                            | 0,2%                                          |
| Турци                                         | Турци                                         |                                               | 193                                           | 4,1%                                          |
| Татари                                        | Татари                                        |                                               | 243                                           | 5,2%                                          |
| Пољаци                                        | Пољаци                                        |                                               | 6                                             | 0,1%                                          |
| Јермени                                       | Јермени                                       |                                               | 7                                             | 0,1%                                          |